# Faro de Berck
El faro de Berck (en francés: Phare de Berck) es un faro situado en la Punta de Haut-Blanc, en el Canal de la Mancha, en la localidad de Berck, departamento de Paso de Calais, Francia. Construido en 1836 y un segundo en el mismo lugar en 1868, ambas torres fueron destruidas en 1944 durante la Segunda Guerra Mundial. El faro actual entró en servicio en 1951.

## Historia
El primer faro construido en Berck data de 1836 construido sobre unos terrenos cedidos por su propietario con la promesa verbal de éste de no reclamar ningún pago por ellos. Consistía en una pequeña torre de 11 metros que sobresalía del centro de una pequeña casa de una planta. Tenía una óptica de cuarto orden y estaba alimentado por aceite vegetal. En 1850 el nuevo propietario de los terrenos donde se asentaba el faro reclamó un pago por sus derechos. Tras un largo litigio judicial, el Estado francés procedió a la expropiación de los terrenos en 1854.
En 1868, la edificación de un hospital de mayor altura y de cara al mar que obstaculizaba la luz del faro, motivó la construcción de una nueva torre de 25 metros de altura anexa al anterior edificio. Estaba equipado con una óptica de tercer orden de 250 mm de distancia focal y alimentado por aceite vegetal. En 1906 se instaló una nueva óptica giratoria sobre cubeta de mercurio, estaba alimentado con vapor de petróleo y su característica era de destellos blancos cada 5 segundos. Ambos faros fueron destruidos en 1944 durante la retirada alemana de Francia en la Segunda Guerra Mundial.
Hasta 1950 no se dio comienzo a las obras del nuevo faro de Berck, construido en hormigón pretensado y puesto en servicio en 1951. Tiene instalado una óptica de 300 mm de distancia focal, giratoria sobre cubeta de mercurio Barbier Bénard et Turenne, BBT, y animado por una máquina de rotación del fabricante Sautter-Harlé.

## Características
El faro consiste en una torre de hormigón de planta cilíndrica de 45 metros de altura y pintada a gruesas bandas horizontales blancas y rojas. Emite un destello de luz blanca cada 5 segundos con un alcance nominal nocturno de 23 millas náuticas.